# Khawkinea
Khawkinea, secondo una classificazione filogenetica (Skuja, 1939) è un genere del supergruppo Excavata appartentente alla famiglia Astasiaceae.

## Caratteristiche
I Khawkinea sono organismi unicellulari e incolori che potrebbero essere collocati nel genere Astasiella se non fosse per la presenza di una macchia oculare e di un rigonfiamento flagellare (presunto fotorecettore), il che fa presumere che tale genere sia derivato dal genere fototrofo Euglena (sottoclasse Euglenophyceae, ordine Euglenales, famiglia Euglenidae) per perdita di cloroplasti.
Vivono in acqua dolce e sono in gran parte osmotrofi, oppure parassiti nei platelminti, nei copepodi e negli anellidi d'acqua dolce.
Il genere fu proposto da Jahn & McKibben nel 1937.
I Khawkinea assomigliano all'Euglena in quasi tutte le caratteristiche. Sono di forma fusiforme o oblunga e di sezione circolare. Hanno un flagello emergente usato per il movimento, che è attaccato quasi a una delle estremità, che presenta un rigonfiamento e una macchia oculare.
con una apertura del canale subapicale. 
Presentano inoltre una macchia oculare e una tumefazione flagellare. 
Il movimento é repentino come negli euglenoidi.
E' assente un sistema digestivo.
Si pensa che il genere si sia evoluto dall'Euglena per perdita di cloroplasti. 
Il nucleo è cospicuo e situato approssimativamente al centro o spostato verso l'estremità posteriore della cellula.
Finora non si sa nulla della riproduzione in questo genere.
I Khawkinea vivono in acqua dolce e sono molto diffusi. Sono tutti osmotrofici, per lo più a vita libera,
Tassonomicamente, attualmente ci sono 2 nomi di specie accettati e uno di stato incerto.

## Classificazione
Il genere fu descritto per la prima volta nel 1937 da Theodore Louis Jahn e Wendell R. McKibben, il nome onora il russo-britannico Waldemar Haffkine.
Il genere comprende alpiù 45 specie riconosciute, ed è conosciuto dall'Europa: Lettonia, Francia, Ucraina e Svizzera, e dal Sud America: Cile e Brasile.

## Classificazioni alternative
Una classificazione ormai non più accettata (Cavalier-Smith) inserisce questo genere nella famiglia delle Astasiidae, sottordine Rhabdomonadina, ordine Natomonadida, sottoclasse Anisonemia, classe Peranemea, superclasse Spirocuta,  infraphylum Dipilida, subphylum Euglenoida, phylum Euglenozoa, sottoregno Eozoa, Regno Protozoa, finché non si è scoperto che tali gruppi sono parafiletici.

## Suddivisioni
Il genere Khawkinea contiene 48 specie finora riconosciute, di cui 14 registrate:

### 14 Specie registrate
- Khawkinea acutecaudata
- Khawkinea aquaeimpurae
- Khawkinea breviflagellata
- Khawkinea fritschii
- Khawkinea fusiformis
- Khawkinea hallii
- Khawkinea lata
- Khawkinea linealis
- Khawkinea ocellata
- Khawkinea pertyi
- Khawkinea quartana
- Khawkinea solea
- Khawkinea van-oye
- Khawkinea viriabilis

### 35 specie non registrate
- Khawkinea adautae
- Khawkinea alini
- Khawkinea bacillariae
- Khawkinea bulachii
- Khawkinea cipo
- Khawkinea clavata
- Khawkinea coffeana
- Khawkinea conica
- Khawkinea danielii
- Khawkinea eneydae
- Khawkinea epiphytica
- Khawkinea fidalgoi
- Khawkinea furtadi
- Khawkinea fusiformis
- Khawkinea indianae
- Khawkinea jacira
- Khawkinea kuhlmannii
- Khawkinea leucops
- Khawkinea longicauda
- Khawkinea montanis
- Khawkinea muscicola
- Khawkinea novo-mundo
- Khawkinea ohwii
- Khawkinea ovoado
- Khawkinea proxima
- Khawkinea rio
- Khawkinea serpens
- Khawkinea sphagnorum
- Khawkinea stigmatella
- Khawkinea tatianae
- Khawkinea tatu
- Khawkinea teixeirae
- Khawkinea terrestris
- Khawkinea utriculariae
- Khawkinea variabilis

### 13 Specie oggetto di investigazione
- Khawkinea acuta
- Khawkinea bicudoi
- Khawkinea carmenii
- Khawkinea frigida
- Khawkinea guaraci
- Khawkinea kohlemannii
- Khawkinea mattos
- Khawkinea nasuta
- Khawkinea normae
- Khawkinea ovoideis
- Khawkinea ranae
- Khawkinea throweri
- Khawkinea vermae

### 1 Specie riconosciuta in un altro genere
- Khawkinea acui